# Santiago de Compostela
 Denne artikel omhandler den galiciske by. For andre byer mv. ved navn Santiago, se Santiago (flertydig).
Santiago de Compostela er hovedstaden i den selvstyrende region Galicien i det nordvestlige Spanien. Byen ligger i provinsen A Coruña og har 99.536 (2024) indbyggere.
Byen har navn efter apostelen Sankt Jakob den Ældre (spansk: Sant Iago) hvis grav findes i byens katedral. Graven har været valfartssted for pilgrimme siden middelalderen. Når man har besøgt Sankt Jakobs grav, sætter man en ibskal på sit tøj eller vandrestav. Vejen, som pilgrimmene rejser ad til Santiago de Compostela, bliver kaldt Jakobsvejen.
Den gamle bymidte i Santiago de Compostela har siden 1985 været på UNESCOs verdensarvsliste. Byen har eget universitet og var i 2000 europæisk kulturhovedstad.